# Aphelolpium cayanum
Aphelolpium cayanum är en spindeldjursart som beskrevs av William B. Muchmore 1979. Aphelolpium cayanum ingår i släktet Aphelolpium och familjen Olpiidae. Inga underarter finns listade i Catalogue of Life.